# Groupe d'ESO 443-24
Le groupe d'ESO 443-24 comprend au moins cinq galaxies situées dans la constellation du Centaure. La distance moyenne entre ce groupe et la Voie lactée est d'environ 80,8 Mpc (∼264 millions d'al). 

## Membres
Le tableau ci-dessous liste les cinq galaxies du groupe indiquées dans l'article de A.M. Garcia paru en 1993.
| Nom        | Class.              | Type           | α (J2000.0)   | δ (J2000.0)  | Vitesse radiale (km/s) | m              | Distance (Mpc) | Diamètre (kal) |
| ---------- | ------------------- | -------------- | ------------- | ------------ | ---------------------- | -------------- | -------------- | -------------- |
| ESO 443-24 | SA(s)0-             | Lenticulaire   | 13h 01m 00.8s | -32° 26′ 29″ | 5109 ± 7               | 10,886 ± 0,014 | 79,8 ± 5,6     | 167            |
| ESO 443-37 | (R')SB(s)a          | Spirale barrée | 13h 02m 17.4s | -32° 45′ 44″ | 5190 ± 6               | 13,49          | 81,0 ± 5,7     | 160            |
| NGC 4905   | SB(s)0+ pec         | Lenticulaire   | 13h 01m 30.7s | -30° 52′ 06″ | 5291 ± 6               | 13,3           | 82,5 ± 5,8     | 196            |
| ESO 443-34 | (R')SAB(rs)0/a: pec | Lenticulaire   | 13h 01m 41.7s | -30° 54′ 44″ | 5333 ± 23              | 12,26 ± 0,09   | 83,1 ± 5,8     | 262            |
| NGC 4903   | SB(rs)c             | Spirale barrée | 13h 01m 22.8s | -30° 56′ 06″ | 4972 ± 4               | 12,9           | 77,8 ± 5,4     | 127            |

Le site DeepskyLog permet de trouver aisément les constellations des galaxies mentionnées dans ce tableau ou si elles ne s'y trouvent pas, l'outil du site constellation permet de le faire à l'aide des coordonnées de la galaxie. Sauf indication contraire, les données proviennent du site NASA/IPAC.